# 深川友貴
深川 友貴（ふかがわ ともたか、1972年7月24日 - ）は、北海道室蘭市出身の元プロサッカー選手、サッカー指導者。現役時代は主にフォワードを務めた。

## 来歴
室蘭市出身。小学校から中学校まで室蘭市で育ち、体格の良さなどサッカーにおいても数々の記録を残し、室蘭に深川ありと有名になる。しかし中学３年に大工だった父の仕事の都合で神奈川県に引っ越すが、その際北海道のサッカー強豪校、室蘭大谷高等学校の監督だった高橋正弘氏の計らいで当時室蘭大谷高校と親交のあった日産自動車サッカー部の監督だった加茂周氏を通じて日産FCジュニアユースに入る。中学卒業後単身で室蘭に戻り室蘭大谷高校へ入学し、サッカー部で1年時よりレギュラーをつかみ、1学年上の京谷和幸と道内敵無しの時代を築いた。2年時の選手権では国見高校に不運なゴールで敗れてしまう。3年時にはU-18日本代表として、元日本代表の名波浩らと共にプレー。選手権は道大会決勝で北海高校にPK戦で敗れ出場できなかった。高校卒業後は国士舘大学に進学、齋藤吾郎（北電→ノルブリッツ北海道監督）と2トップを組み活躍し、自身はバルセロナオリンピック日本代表候補選手となった。
大学卒業後はセレッソ大阪へ加入し、1998年にコンサドーレ札幌へ移籍。1999年までは主力の一人としてチームに貢献したが、その後は怪我に悩まされ続けた。2001年シーズン終了後に札幌から戦力外通告を受け退団、2002年は水戸ホーリーホックでプレーしたが1年で退団し、現役引退した。
現役引退後の2003年からはコンサドーレ札幌でU-18コーチを務め、四方田修平氏とともに育成世代の指導者として活躍する。2011年からは城西国際大学サッカー部のコーチを務めていた。
コンサドーレ札幌ユースのコーチ時代に北海道ろう者サッカー協会との縁があり、耳の聞こえない人たちにサッカーを教えた縁がきっかけとなり、以降は指導者での活動から主に障がいを持つ人たちなどを中心に活動の場を広げている。深友企画（ふかともインクルーシブラボ）などの活動を通じて講演など手話での活動を含めて活動している。
室蘭市の室蘭ふるさと大使のほか、サッカーでは北海道内を中心に活動しており、せたな町をはじめサッカー教室を定期的に開催している。サッカー指導者としては現在特定のチームを持たないが、唯一、札幌市の札幌中央フットボールクラブのチームインクルーシブダイレクターとして長らく活動している。
交友関係も広く、同世代ではお笑いタレントのペナルティのワッキーなど親交がある。

## 所属クラブ
- 室蘭大谷高等学校
- 国士舘大学
- 1995年 - 1997年 セレッソ大阪
- 1998年 - 2001年 コンサドーレ札幌
- 2002年 水戸ホーリーホック

## 個人成績
| 国内大会個人成績 | 国内大会個人成績 | 国内大会個人成績 | 国内大会個人成績 | 国内大会個人成績 | 国内大会個人成績 | 国内大会個人成績 | 国内大会個人成績 | 国内大会個人成績 | 国内大会個人成績 | 国内大会個人成績 | 国内大会個人成績 |
| 年度             | クラブ           | 背番号           | リーグ           | リーグ戦         | リーグ戦         | リーグ杯         | リーグ杯         | オープン杯       | オープン杯       | 期間通算         | 期間通算         |
| 年度             | クラブ           | 背番号           | リーグ           | 出場             | 得点             | 出場             | 得点             | 出場             | 得点             | 出場             | 得点             |
| 日本             | 日本             | 日本             | 日本             | リーグ戦         | リーグ戦         | リーグ杯         | リーグ杯         | 天皇杯           | 天皇杯           | 期間通算         | 期間通算         |
| ---------------- | ---------------- | ---------------- | ---------------- | ---------------- | ---------------- | ---------------- | ---------------- | ---------------- | ---------------- | ---------------- | ---------------- |
| 1994             | 国士大           |                  | -                | -                | -                | -                | -                | 1                | 0                | 1                | 0                |
| 1995             | C大阪            | -                | J                | 23               | 3                | -                | -                | 2                | 1                | 25               | 4                |
| 1996             | C大阪            | -                | J                | 17               | 1                | 3                | 0                | 1                | 1                | 21               | 2                |
| 1997             | C大阪            | 19               | J                | 18               | 3                | 6                | 1                | 0                | 0                | 24               | 4                |
| 1998             | 札幌             | 13               | J                | 24               | 2                | 0                | 0                | 3                | 1                | 27               | 3                |
| 1999             | 札幌             | 13               | J2               | 36               | 5                | 2                | 1                | 3                | 1                | 41               | 7                |
| 2000             | 札幌             | 13               | J2               | 13               | 1                | 2                | 0                | 2                | 0                | 17               | 1                |
| 2001             | 札幌             | 13               | J1               | 11               | 0                | 1                | 0                | 0                | 0                | 12               | 0                |
| 2002             | 水戸             | 9                | J2               | 17               | 0                | -                | -                | 2                | 0                | 19               | 0                |
| 通算             | 日本             | 日本             | J1               | 93               | 9                | 10               | 1                | 6                | 3                | 109              | 13               |
| 通算             | 日本             | 日本             | J2               | 66               | 6                | 4                | 1                | 7                | 1                | 77               | 8                |
| 通算             | 日本             | 日本             | 他               | -                | -                | -                | -                | 1                | 0                | 1                | 0                |
| 総通算           | 総通算           | 総通算           | 総通算           | 159              | 15               | 14               | 2                | 14               | 4                | 187              | 21               |

その他の公式戦
- 1998年
  - J1参入決定戦 4試合0得点

## 代表歴
1991年　バルセロナ五輪予選日本代表

## 指導歴
- 2003年-2010年 コンサドーレ札幌U-18コーチ
- 2011年 - 城西国際大学サッカー部コーチ